# Berlinia brazzavillensis
Berlinia brazzavillensis là một loài thực vật có hoa trong họ Đậu. Loài này được (A. Chev.) Troupin miêu tả khoa học đầu tiên năm 1950.